# پینه‌دارواران
پینه‌دارواران (نام علمی: Immidae) نام یک تیره از راسته پروانه‌سانان است.